# Moniato

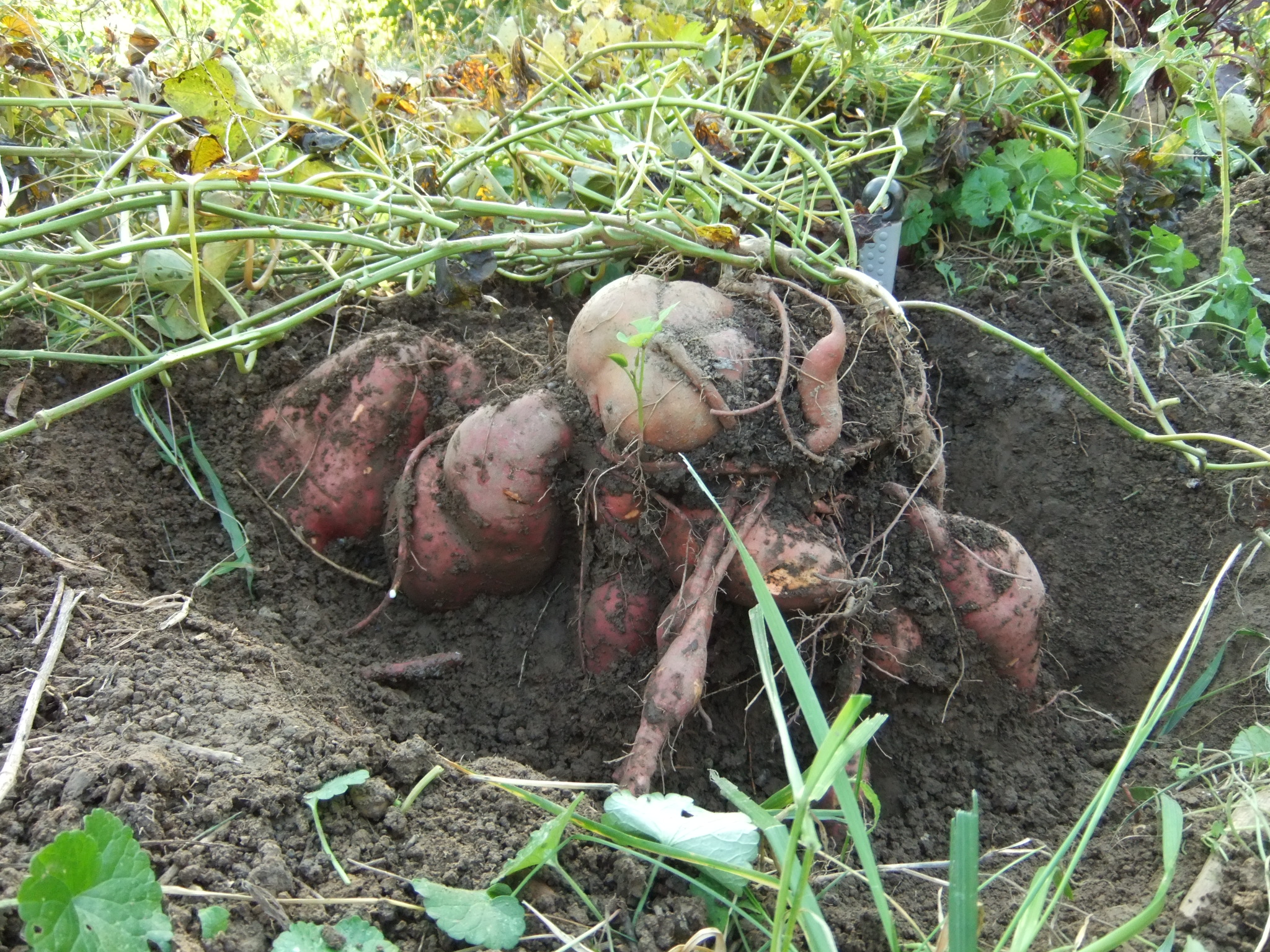
Una moniatera mostrant els tubercles desenterrats

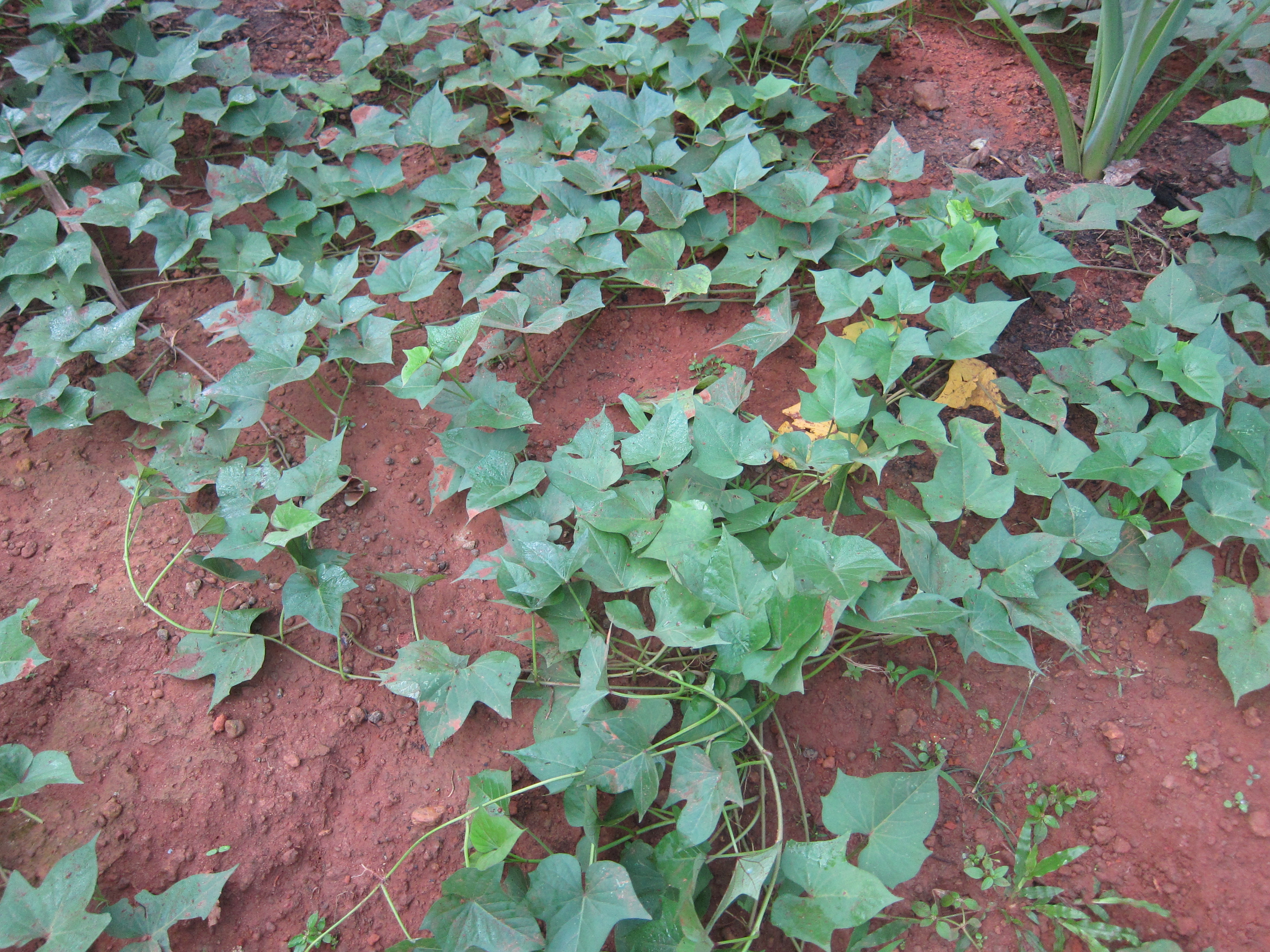
Moniateres

La moniatera, batata, moniato o patata de Màlaga (Ipomoea batatas) és una espècie de planta amb flors del gènere Ipomoea dins la família de les convolvulàcies, que es conrea per les seves arrels tuberoses comestibles. És originària de la zona d'America compresa entre Mèxic i Venezuela, Colòmbia i l'Equador, on fa part des de l'època precolombina de la dieta local, va arribar a Europa al segle xvi i s'ha difós àmpliament per tot el món.
Addicionalment pot rebre els noms de corretjola, moniatos i nyàmeres. També s'han recollit les variants lingüístiques bataca, boniato, monei, monyaco, monyacos, pataca, pataca (tubercle) i pataquera. El tubercle s'anomena moniato o batata.

## Origen
L'origen i la domesticació de la moniatera al continent americà és discutit, una teoria considera que és originària d'Amèrica del Sud i es basa en evidències arqueològiques i històriques, l'altra teoria estableix que el seu origen és a Amèrica Central i es basa en estudis filogenètics que indiquen que la major diversitat genètica es troba en aquesta regió.
El nom català moniato tindria el seu origen en el mot boniato, que va aparèixer a les Antilles però del que es desconeix l'origen. El nom indígena de batata va originar després el de la patata per la similitud de la part comestible.

## Descripció
La moniatera és una planta herbàcia vivaç i enfiladissa. Té fulles alternes de dues formes, en forma de cor i palmades. Cada flor té els pètals soldats (simpètala). L'arrel tuberosa és comestible amb un gust i color variable segons cadascuna de les varietats.

## Taxonomia
Aquesta espècie va ser publicada per primer cop l'any 1753 a l'obra Species Plantarum de Carl von Linné (1707-1778) sota el nom de Convolvulus batatas. Més tard, el naturalista francès Jean-Baptiste Lamarck (1744-1829), va emplaçar l'espècie dins del gènere canviant el seu nom a l'actual Ipomoea batatas, aquesta publicació vàlida es va fer a l'enciclopèdia Tableau encyclopédique et méthodique des trois règnes de la nature l'any 1793.

### Sinònims
Els següents noms científics són sinònims d'Ipomoea batatas:
- Sinònims homotípics

- Batatas batatas (L.) H.Karst.
- Convolvulus batatas L.
- Convolvulus esculentus Salisb.
- Solanum batatas (L.) Aikman

- Sinònims heterotípics

- Batatas betacea Lindl.
- Batatas edulis (Thunb.) Choisy
- Batatas edulis var. erythrorrhiza Voigt
- Batatas edulis var. leucorrhiza Voigt
- Batatas edulis var. porphyrorhiza (Griseb.) Ram.Goyena
- Batatas edulis var. xanthorhiza Choisy
- Batatas wallii C.Morren
- Batatas xanthorhiza Bojer
- Convolvulus apiculata M.Martens & Galeotti
- Convolvulus attenuatus M.Martens & Galeotti
- Convolvulus batata Vell.
- Convolvulus chrysorrhizus Sol. ex G.Forst.
- Convolvulus edulis Vell.
- Convolvulus edulis Thunb.
- Convolvulus fastigiatus Roxb.
- Convolvulus platanifolius Vahl
- Convolvulus septangularis Steud.
- Convolvulus tuberifer Steud.
- Convolvulus tuberosus Vell.
- Convolvulus tuxtlensis Sessé & Moc.
- Convolvulus variabilis Cham. & Schltdl.
- Convolvulus varius Vell.
- Ipomoea apiculata M.Martens & Galeotti
- Ipomoea batatas var. apiculata (M.Martens & Galeotti) J.A.McDonald & D.F.Austin
- Ipomoea batatas var. batatas
- Ipomoea batatas var. caespitosa Makino ex H.Hara
- Ipomoea batatas var. cannabina Hallier f.
- Ipomoea batatas var. dissoluta Kuntze
- Ipomoea batatas var. edulis (Thunb.) Makino
- Ipomoea batatas var. erythrorrhiza (Voigt) M.R.Almeida
- Ipomoea batatas var. fastigiata (Sweet) Kuntze
- Ipomoea batatas var. indivisa Griseb. ex Meisn.
- Ipomoea batatas var. leucorrhiza Griseb.
- Ipomoea batatas var. leucorrhiza (Voigt) M.R.Almeida
- Ipomoea batatas var. lobata Gagnep. & Courchet
- Ipomoea batatas var. porphyrorhiza Griseb.
- Ipomoea batatas var. subscandens Kuntze
- Ipomoea batatas f. trifida Moldenke
- Ipomoea batatas var. xanthorhiza (Choisy) Meisn.
- Ipomoea catesbaei G.Mey.
- Ipomoea chrysorrhiza Hook.f.
- Ipomoea confertiflora Standl.
- Ipomoea davidsoniae Standl.
- Ipomoea edulis Niederl.
- Ipomoea edulis (Thunb.) Makino
- Ipomoea fastigiata Sweet
- Ipomoea fastigiata var. ciliata Huber
- Ipomoea fastigiata var. platanifolia (Vahl) Griseb.
- Ipomoea indica var. variabilis (Cham. & Schltdl.) L.O.Williams
- Ipomoea involucrata F.Dietr.
- Ipomoea mucronata Schery
- Ipomoea platanifolia (Vahl) Roem. & Schult.
- Ipomoea purpusii House
- Ipomoea tabascana J.A.McDonald & D.F.Austin
- Ipomoea tiliacea var. merremioides Fosberg
- Ipomoea tiliacea var. smithii Fosberg
- Ipomoea variabilis (Cham. & Schltdl.) Choisy
- Ipomoea villosa var. genuina Hallier f.
- Ipomoea vulsa House
- Ipomoea wallii (C.Morren) Godm. & Salvin
- Pharbitis villosa (Ruiz & Pav.) G.Don
- Dioscorea cylindrica Burm.f.

## Conreu

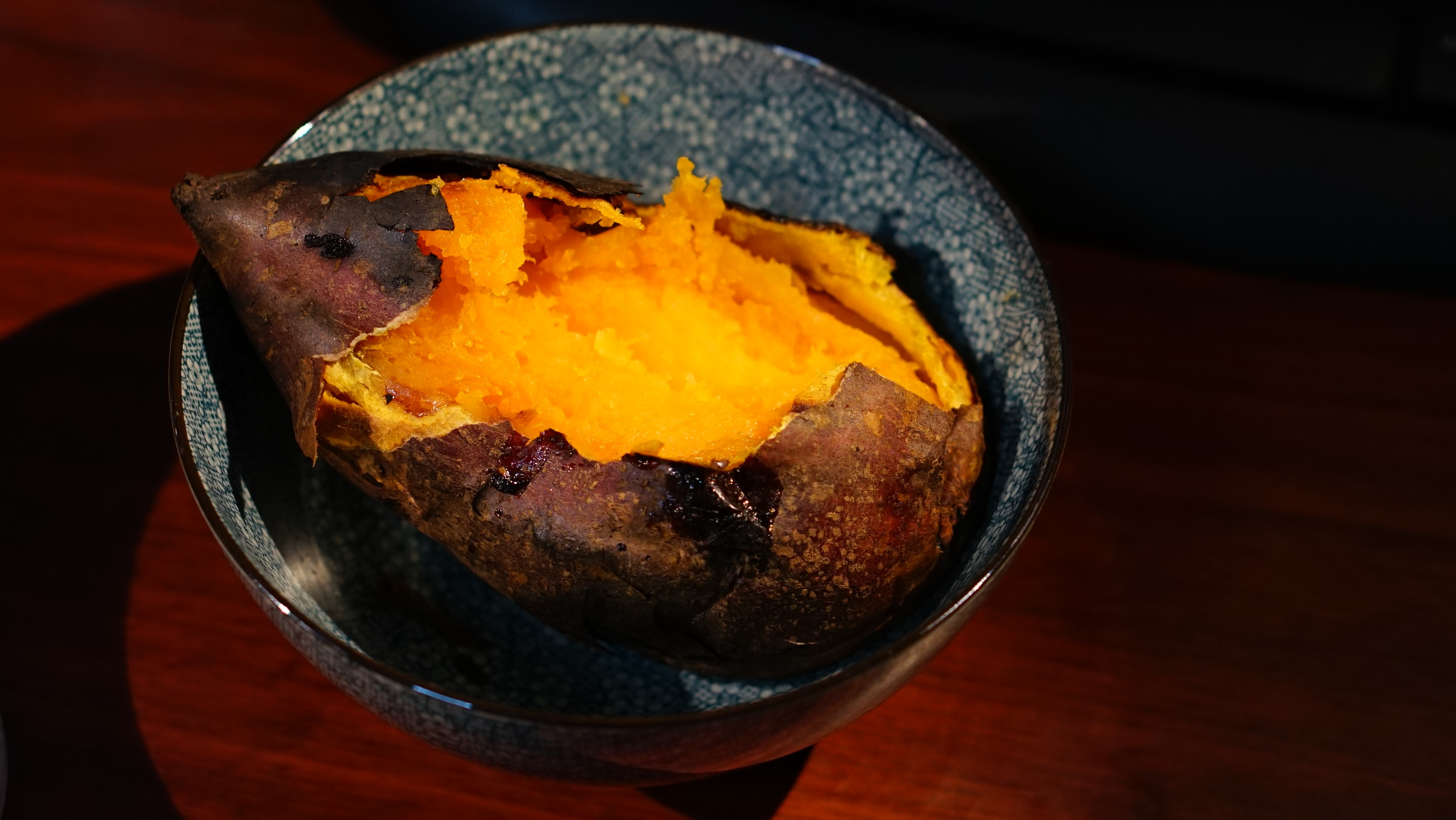
Moniato escalivat

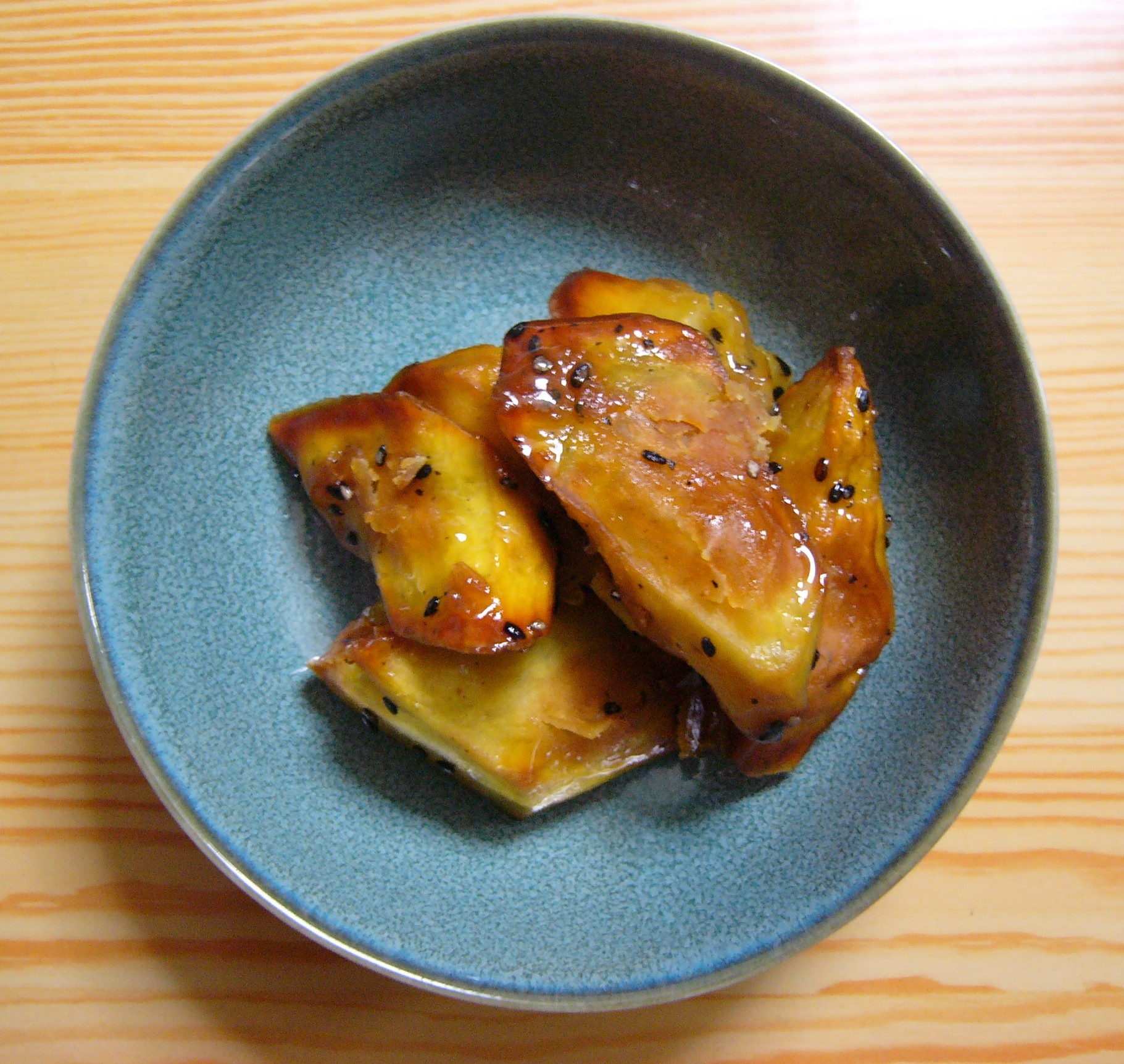
Daigaku-Imo, moniato confitat a l'estil del Japó.

Assecant papes de moniato al País Valencià, 1951

La planta no suporta les glaçades i necessita una temperatura mitjana de 24 °C per a vegetar amb normalitat a més de suficient humitat. La reproducció és vegetativa, es fa un planter fent brotar les arrels dins una cambra amb condicions adequades de temperatura i humitat i després es planten els esqueixos que s'obtenen que arrelen fàcilment en terra. A la tardor s'arrenquen les arrels. La planta no floreix fora dels tròpics perquè a les latituds temperades a l'estiu el dia és massa llarg per això només es fan servir les llavors per a crear noves varietats.
Les condicions climàtiques per a fer créixer els moniatos es donen només a l'estiu en els climes mediterranis però aquí necessiten el regadiu. A l'Europa central i del nord no fa prou calor a l'estiu. Les millors condicions es donen als països tropicals humits.
La moniatera és conreu econòmicament important en molts països i essencial en alguns, el moniato és el cinquè conreu en importància als tròpics i el setè del món per volum de producció després del blat, l'arròs, el blat de moro, la patata, l'ordi i la mandioca.
Segons estadístiques de la FAO, l'any 2005 Xina n'era el principal productor en conrear el 83% del total mundial; Salomó té la major producció per capita del món, 160 kg per persona per any. El moniato és un aliment reconegut com a eficaç en la lluita contra la desnutrició a causa de les seves característiques nutritives, facilitat de cultiu i productivitat.

## Gastronomia
El moniato és una planta que es conrea per a explotar-ne l'arrel tuberosa, que és comestible i semblant a la patata. Generalment es fregeix o s'escaliva. És un ingredient que de vegades es fa servir en l'elaboració dels panellets. També es menja sol, endolcit amb sucre i canyella o com a acompanyament de plats salats.
A Catalunya els moniatos són una menja típica de la tardor, especialment de la castanyada de Tots Sants, juntament amb les castanyes i els panellets, i és molt habitual trobar-ne a les parades de castanyes que apareixen a la ciutat en aquesta època de l'any.
Al País Valencià es fa servir per als pastissets de moniato típics de Nadal; i en alguns pobles de la Ribera, a més de l'arnadí de carabassa, se'n fa també un de moniato, i se'ls dona el nom, respectivament, de carabassa santa i moniato sant, per raó d'ésser els dolços rituals de la Setmana Major.
El moniato és molt popular a tota Amèrica del Sud, el Carib, Estats Units, Canadà, la Xina, i les illes del Pacífic.

## Programes d'implantació
A causa de les seves característiques interessants com a substitut alimentari de productes més pobres nutricionalment, i a les seves similituds agrícoles amb productes consumits en regions necessitades de millores alimentàries, aquest tubèrcul ha estat l'objecte d'estudis d'implantació forana. s'ha d'esmentar el programa VITA A, promogut pel Banc Mundial i el govern del Perú.

### Programa VITA A
Com a part del Programa VITA A (Vitamina A per Àfrica), des de l'any 2001 es van introduir varietats de moniato ataronjat en països del continent africà i es van assolir notables avanços en les regions de prova. Segons xifres proporcionades per les Nacions Unides, en el Subsahara (Àfrica) existeixen almenys uns tres milions de menors amb deficiència d'aquesta vitamina.
Les qualitats nutricionals del moniato peruà com a aliment eficaç en la lluita contra la desnutrició infantil van ésser reconegudes amb el premi internacional CGIAR Partnership Award. El 2003, el guanyador del premi va ésser el Programa VITA A, que desenvolupa el Centre Internacional de la Papa del Perú i que s'aplica a set països del continent africà. El guardó és atorgat als centres d'investigació agrícola internacional i els seus socis que demostrin una contribució efectiva a l'alleugeriment de la deficiència de micronutrients.
El vicepresident del Banc Mundial i president del Grup Consultiu per a la Investigació Agrícola Internacional (CGIAR), Ian Johnson, va esmentar que la iniciativa peruana va ésser premiada pels seus esforços per alleujar la deficiència de vitamina A mitjançant el consum de moniato.